# Sebastián Fernández Wahbeh
Sebastián Fernández Wahbeh (Caracas, Venezuela; 12 de julio de 2000) es un piloto hispano-venezolano de automovilismo. Desde el año 2018 hasta 2020, corrió en el Campeonato de Fórmula 3 de la FIA bajo la nacionalidad española.
En 2020 fue piloto de ART Grand Prix junto a los debutantes Alexander Smolyar y Théo Pourchaire, obteniendo una pole position y 31 puntos.

## Resumen de carrera
| Temporada | Categoría                                 | Equipo              | Carreras | Victorias | Poles | VR | Podios | Puntos | Pos. |
| --------- | ----------------------------------------- | ------------------- | -------- | --------- | ----- | -- | ------ | ------ | ---- |
| 2016      | ADAC Fórmula 4                            | RB Racing SA        | 6        | 0         | 0     | 0  | 0      | 4      | 25.º |
| 2016      | Campeonato de España de F4                | MP Motorsport       | 8        | 0         | 0     | 0  | 2      | 68     | 9.º  |
| 2016      | Campeonato de Italia de Fórmula 4         | RB Racing           | 22       | 1         | 2     | 1  | 1      | 55     | 15.º |
| 2016-17   | Campeonato de EAU de Fórmula 4            | Team Motopark       | 6        | 1         | 0     | 0  | 2      | 72     | 10.º |
| 2017      | ADAC Fórmula 4                            | Bhaitech Racing     | 3        | 0         | 0     | 0  | 0      | 0      | NC   |
| 2017      | Campeonato de Italia de Fórmula 4         | Bhaitech            | 21       | 5         | 3     | 2  | 5      | 197    | 4.º  |
| 2018      | Campeonato Europeo de Fórmula 3 de la FIA | Motopark            | 30       | 0         | 0     | 0  | 0      | 5      | 21.º |
| 2019      | Campeonato de Fórmula 3 de la FIA         | Campos Racing       | 16       | 0         | 0     | 0  | 0      | 0      | 27.º |
| 2019      | Gran Premio de Macao                      | ART Grand Prix      | 1        | 0         | 0     | 0  | 0      | N/A    | 15.º |
| 2019-20   | Campeonato Asiático de F3                 | Pinnacle Motorsport | 6        | 1         | 1     | 1  | 5      | 96     | 8.º  |
| 2020      | Campeonato de Fórmula 3 de la FIA         | ART Grand Prix      | 18       | 0         | 1     | 0  | 0      | 31     | 14.º |
| 2020      | Lamborghini Super Trofeo - Europa         | VS Racing           | 3        | 0         | 0     | 0  | 2      | 113    | 12.º |
| Fuente:   |                                           |                     |          |           |       |    |        |        |      |

## Resultados

### Campeonato Europeo de Fórmula 3 de la FIA
(Clave) (negrita indica pole position) (cursiva indica vuelta rápida)

| Año         | Equipo   | 1         | 2        | 3         | 4        | 5        | 6        | 7        | 8        | 9        | 10       | 11       | 12       | 13       | 14       | 15      | 16       | 17       | 18        | 19       | 20       | 21        | 22       | 23        | 24       | 25       | 26        | 27       | 28       | 29       | 30       | Pos. | Puntos |
| ----------- | -------- | --------- | -------- | --------- | -------- | -------- | -------- | -------- | -------- | -------- | -------- | -------- | -------- | -------- | -------- | ------- | -------- | -------- | --------- | -------- | -------- | --------- | -------- | --------- | -------- | -------- | --------- | -------- | -------- | -------- | -------- | ---- | ------ |
| 2018        | Motopark | PAU 1 Ret | PAU 2 15 | PAU 3 17‡ | HUN 1 14 | HUN 2 19 | HUN 3 12 | NOR 1 15 | NOR 2 20 | NOR 3 10 | ZAN 1 18 | ZAN 2 14 | ZAN 3 12 | SPA 1 14 | SPA 2 13 | SPA 3 8 | SIL 1 15 | SIL 2 14 | SIL 3 Ret | MIS 1 17 | MIS 2 15 | MIS 3 Ret | NÜR 1 11 | NÜR 2 Ret | NÜR 3 16 | RBR 1 15 | RBR 2 Ret | RBR 3 16 | HOC 1 18 | HOC 2 15 | HOC 3 12 | 21.º | 5      |
| Referencia: |          |           |          |           |          |          |          |          |          |          |          |          |          |          |          |         |          |          |           |          |          |           |          |           |          |          |           |          |          |          |          |      |        |

- ‡ Como no se completó el 75% de la carrera, se otorgaron la mitad de los puntos.

### Campeonato de Fórmula 3 de la FIA
(Clave) (negrita indica pole position) (cursiva indica vuelta rápida puntuable)

| Año  | Escudería      | 1    | 1    | 2    | 2    | 3   | 3   | 4    | 4    | 5    | 5    | 6   | 6   | 7   | 7   | 8   | 8   | 9   | 9   | Pos. | Puntos | Ref.  |
| ---- | -------------- | ---- | ---- | ---- | ---- | --- | --- | ---- | ---- | ---- | ---- | --- | --- | --- | --- | --- | --- | --- | --- | ---- | ------ | ----- |
| 2019 | Campos Racing  | BAR  | BAR  | LEC  | LEC  | SPI | SPI | SIL  | SIL  | BUD  | BUD  | SPA | SPA | MNZ | MNZ | SOC | SOC |     |     | 27.º | 0      | [ 5 ] |
| 2019 | Campos Racing  | 16   | 12   | Ret  | Ret  | 24  | Ret | 20   | 15   | 13   | 23   | 25  | 13  | 18  | 26  | 16  | 24† |     |     | 27.º | 0      | [ 5 ] |
| 2020 | ART Grand Prix | SPI1 | SPI1 | SPI2 | SPI2 | BUD | BUD | SIL1 | SIL1 | SIL2 | SIL2 | BAR | BAR | SPA | SPA | MNZ | MNZ | MUG | MUG | 14.º | 31     | [ 6 ] |
| 2020 | ART Grand Prix | Ret  | 13   | 13   | 9    | 5   | 8   | 7    | 21   | 24   | 13   | 15  | 13  | 11  | 10  | Ret | 11  | 9   | 8   | 14.º | 31     | [ 6 ] |